# Chambre de la fédération
Pour les autres articles nationaux ou selon les autres juridictions, voir Conseil de la fédération.
Vous pouvez aider à l'améliorer ou bien discuter des problèmes sur sa page de discussion.
- Il ne cite pas suffisamment ses sources. Vous pouvez indiquer les passages à sourcer avec {{référence nécessaire}} ou {{Référence souhaitée}}, et inclure les références utiles en les liant aux notes de bas de page. (Marqué depuis mai 2024)
- Certaines informations devraient être mieux reliées aux sources mentionnées dans la bibliographie ou les liens externes. Améliorez sa vérifiabilité en les associant par des références. (Marqué depuis mai 2024)

- Archive Wikiwix
- Bing
- Cairn
- DuckDuckGo
- E. Universalis
- Gallica
- Google
- G. Books
- G. News
- G. Scholar
- Persée
- Qwant
- (zh) Baidu
- (ru) Yandex
- (wd) trouver des œuvres sur Wikidata

6e législature
Bâtiment du parlement éthiopien (en)
La Chambre de la fédération (en amharique : የፌዴሬሽን ምክር ቤት romanisé : Yefedereshn Mekir Bet) est la chambre haute du Parlement de l'Éthiopie.
La Constitution éthiopienne de 1994 prévoit que chaque « nation », « nationalité » et « peuple » dispose d'au moins un représentant à la Chambre, plus un membre supplémentaire par tranche de un million de personnes.

## Composition
La Chambre comporte 153 membres. 69 nations, nationalités ou peuples y sont actuellement représentés :
- certains États régionaux comptent une seule nation (Afar, Oromia, Harar, Somali) ;
- d'autres États sont multi-nationaux : Tigré, Amhara, Benishangul-Gumaz, Gambela et Région des nations, nationalités et peuples du Sud qui compte quarante-huit nations.

## Élection
La Constitution prévoit que les membres de la Chambre de la fédération sont élus indirectement par les neuf parlements des États régionaux de la fédération. Cependant, les États peuvent adopter un mode de scrutin direct.
Durée du mandat : 5 ans.
Éligibilité :
- avoir 21 ans au moins,
- être de nationalité éthiopienne,
- avoir résidé sans interruption dans la circonscription concernée au moins pendant les 5 années précédant le scrutin.

Incompatibilités :
- membre de la Chambre des représentants des peuples.

## Organisation
La Chambre de la fédération est composé :
- d'un conseil d'enquête constitutionnelle
- de deux comités permanents : le comité des affaires régionales et constitutionnelles, et le comité des affaires budgétaires.

## Présidence
- Président : Agegnehu Teshager
- Secrétaire général : Habtamu Nini Abino